# Avise
Ne doit pas être confondu avec Avize.
Avise est une commune italienne alpine de la haute Vallée d'Aoste.

## Géographie
La commune d’Avise s'étend sur un éperon rocheux près du « défilé de Pierre-Taillée », à l'entrée du Valdigne (la haute vallée de la Doire Baltée), et comprend quelques hameaux à proximité.

Localisation de la commune d'Avise à l'intérieur de la Vallée d'Aoste.

## Histoire
En raison de son emplacement, Avise a joué au fil des siècles un rôle stratégique majeur pour la défense des trafics commerciaux le long de la route consulaire des Gaules menant au col du Petit-Saint-Bernard, ce dès l'époque romaine.
Le nom de « défilé de Pierre-Taillée » vient de la méthode de construction de cette voie romaine car les Romains avaient dû tailler le rocher.
Selon Horace-Bénédict de Saussure dans ses Voyage dans les Alpes, le passage obligatoire à Pierre-Taillée était défendu par deux ponts-levis, un corps de bâtiment et un portail.
Au Moyen Âge, la position d'Avise a permis aux nobles d'Avise de s'enrichir en figurant parmi les familles, très peu nombreuses, qui ne furent pas soumises à la maison de Savoie. Ils ont fait bâtir ici trois châteaux à quelques centaines de mètres les uns des autres. Sur l'un d'eux, le château d'Avise, figure la devise des Avise :  « Qui tost Avise, tart se repent ».
Au cours des invasions françaises de 1691 (guerre de la Ligue d'Augsbourg) et de 1704 (guerre de Succession d'Espagne), pendant les règnes de Louis XIV pour la France et de Victor-Amédée II pour la Savoie, Avise a joué un rôle de premier plan, comme point de passage.

## Lieux d'intérêt
- Le château d'Avise[3].
- Le château de Blonay, près de l'église paroissiale[4].
- Le château du Cré ou maison-forte Ducrest, au lieu-dit Le Cré[5].
- La maison de Mosse, à Runaz, une ancienne maison-forte restaurée au XVe siècle par la volonté de Jean d'Avise, seigneur de Runaz. Elle accueille aujourd'hui des expositions[6].
- Près du bourg de Runaz, les infrastructures de génie civil de Pierre-Taillée et une partie de la route des Gaules creusée dans la roche.
- La gare d'Avise[7].

## Sport
Dans cette commune se pratique le fiolet, l'un des sports traditionnels valdôtains.

## Fêtes, foires
La Fiha de la fiocca (du francoprovençal valdôtain, Fête de la crème fouettée) a lieu le dernier dimanche de juin au village Baulin, dans le bas Valgrisenche. La crème est produite traditionnellement à l'aide d'un fouet dans une borna (grotte).

## Personnalités liées à Avise
- Arnulphe d'Avise

## Galerie de photos

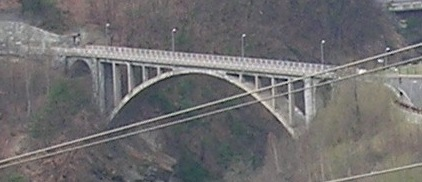
Le pont reliant le chef-lieu d'Avise au village de Runaz, situé à l'envers.
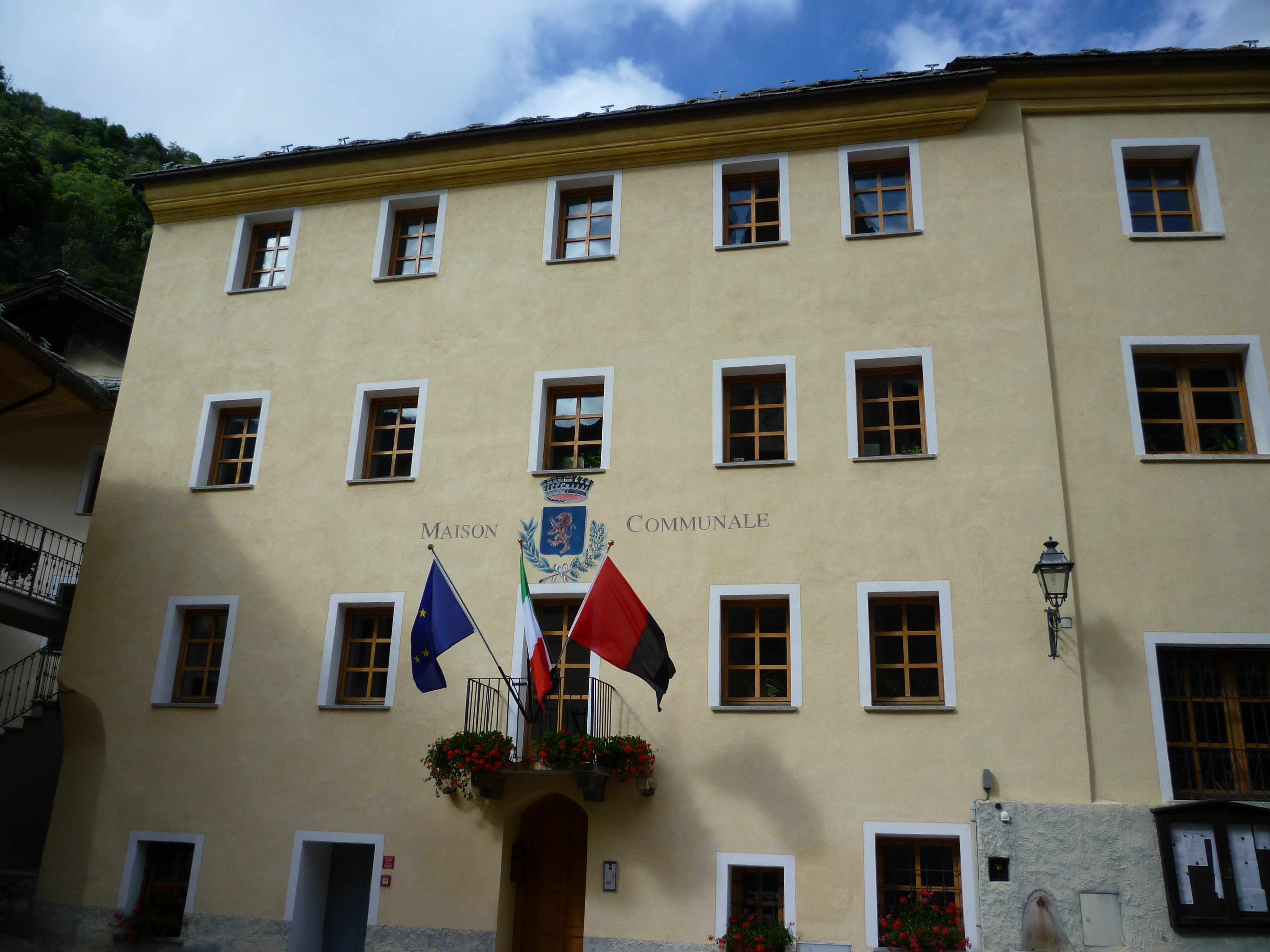
La maison communale.
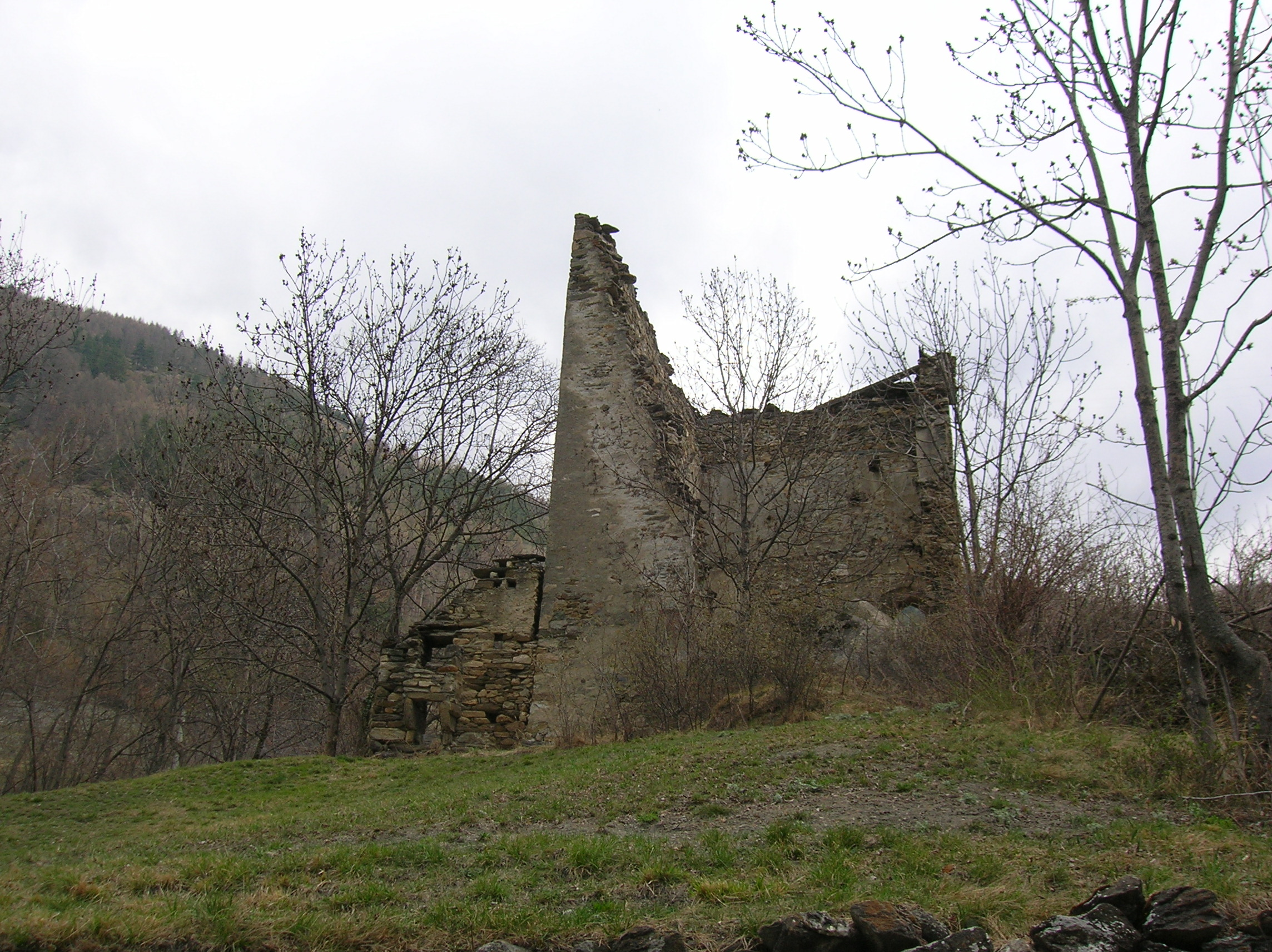
Le château du Cré.
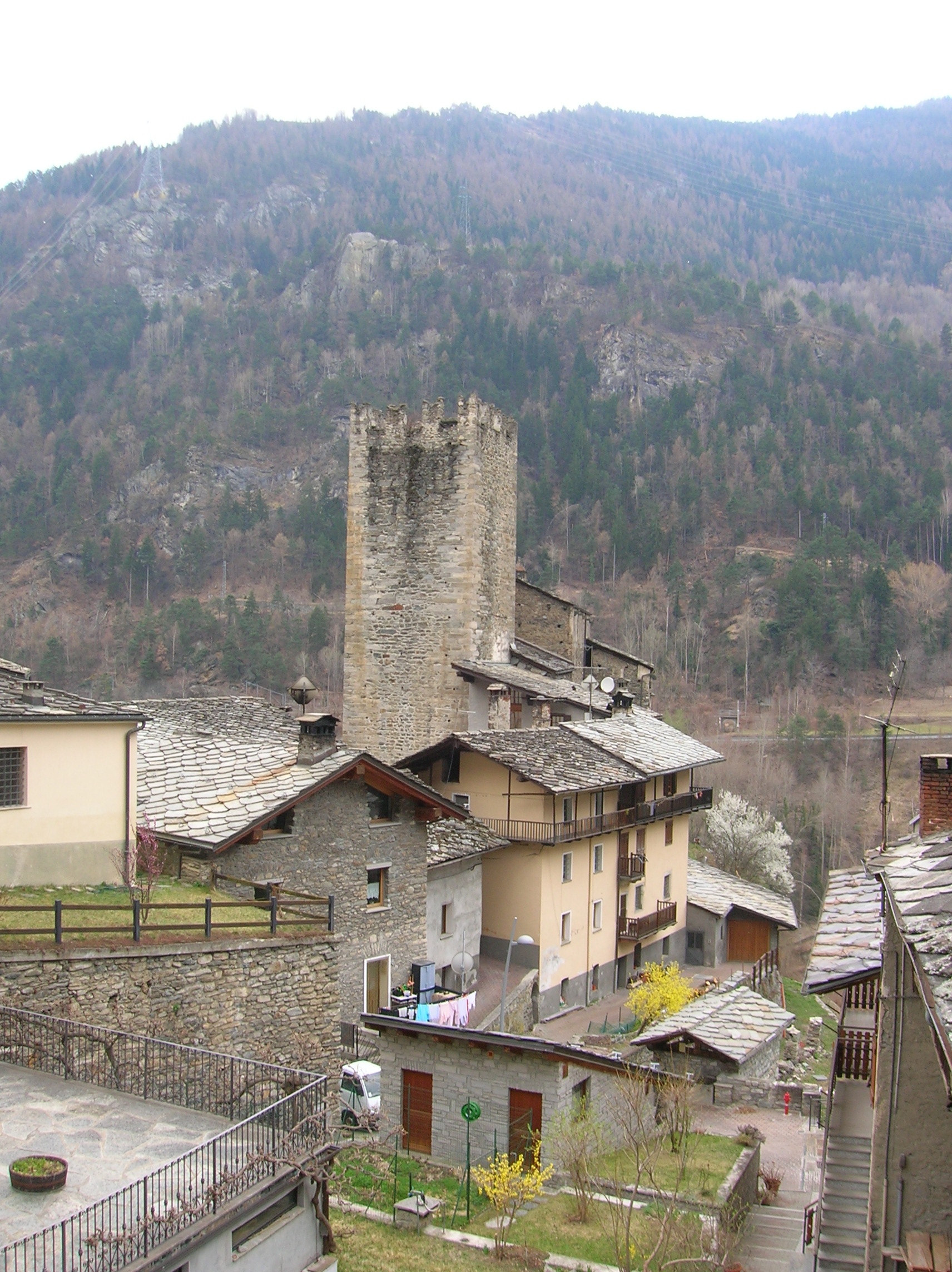
Le château de Blonay (au sud de l’église et près de celle-ci).
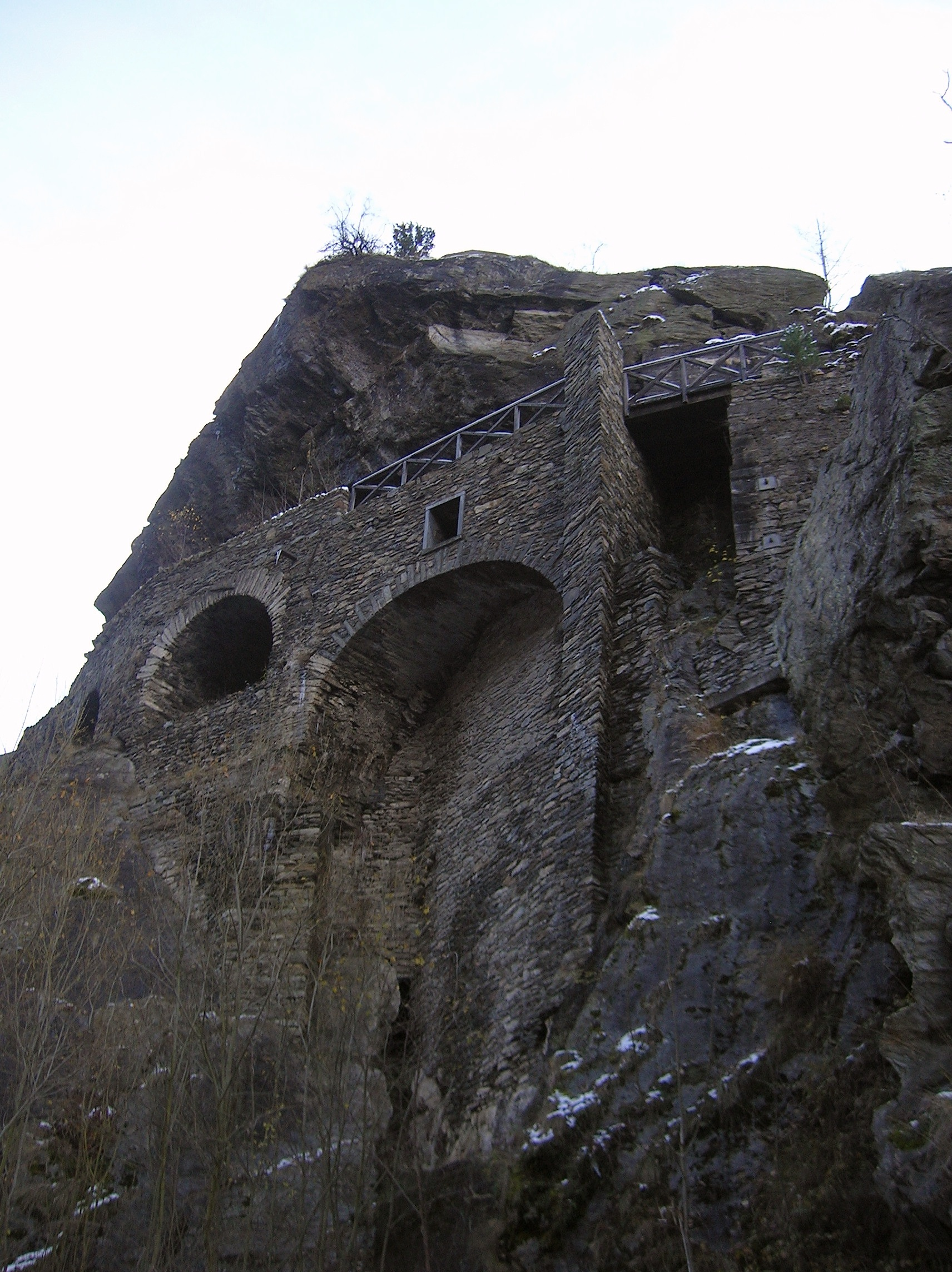
La route de Pierre-Taillée.
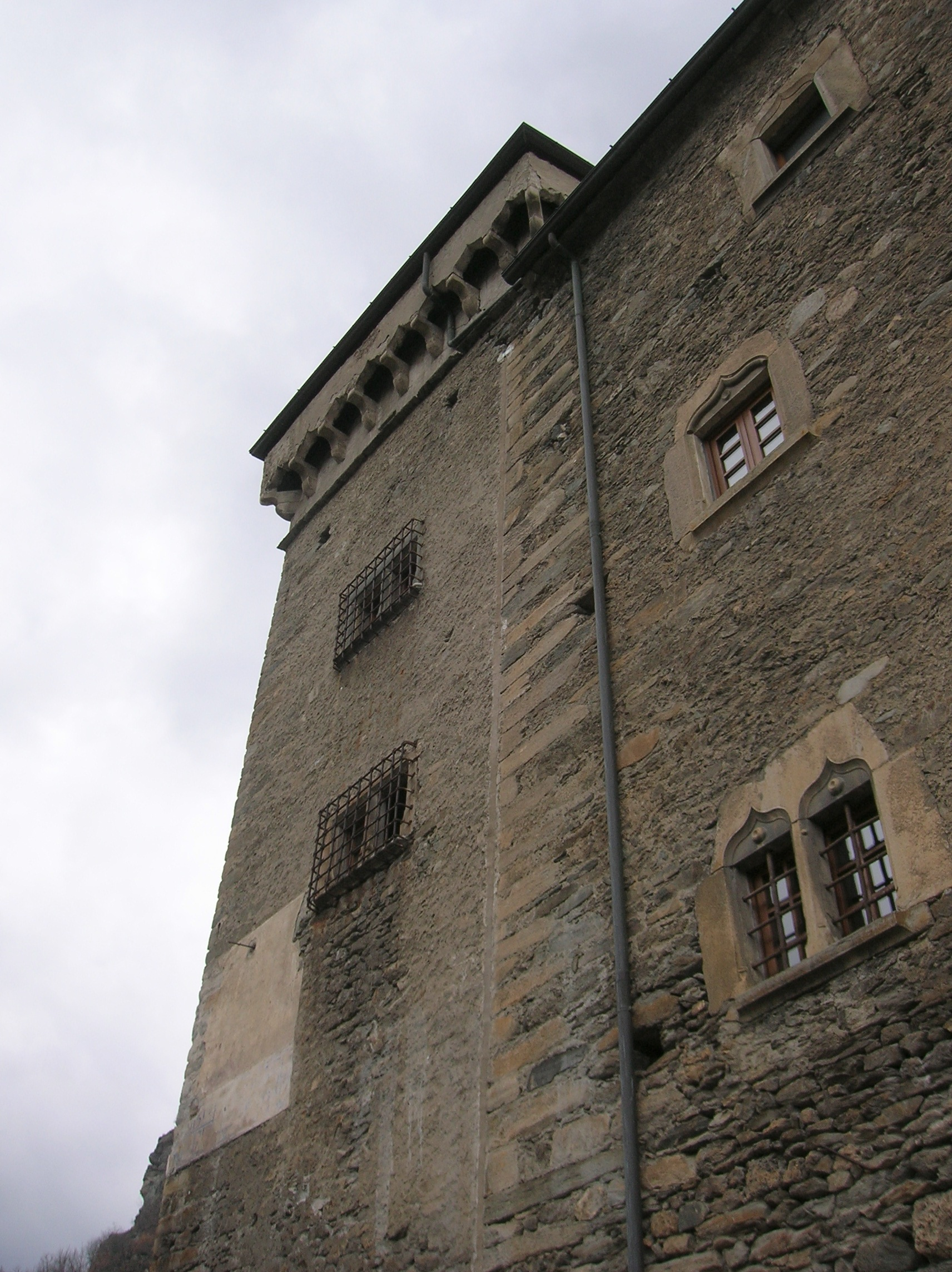
Le château d'Avise (à l'ouest de l’église, à l'entrée du bourg).
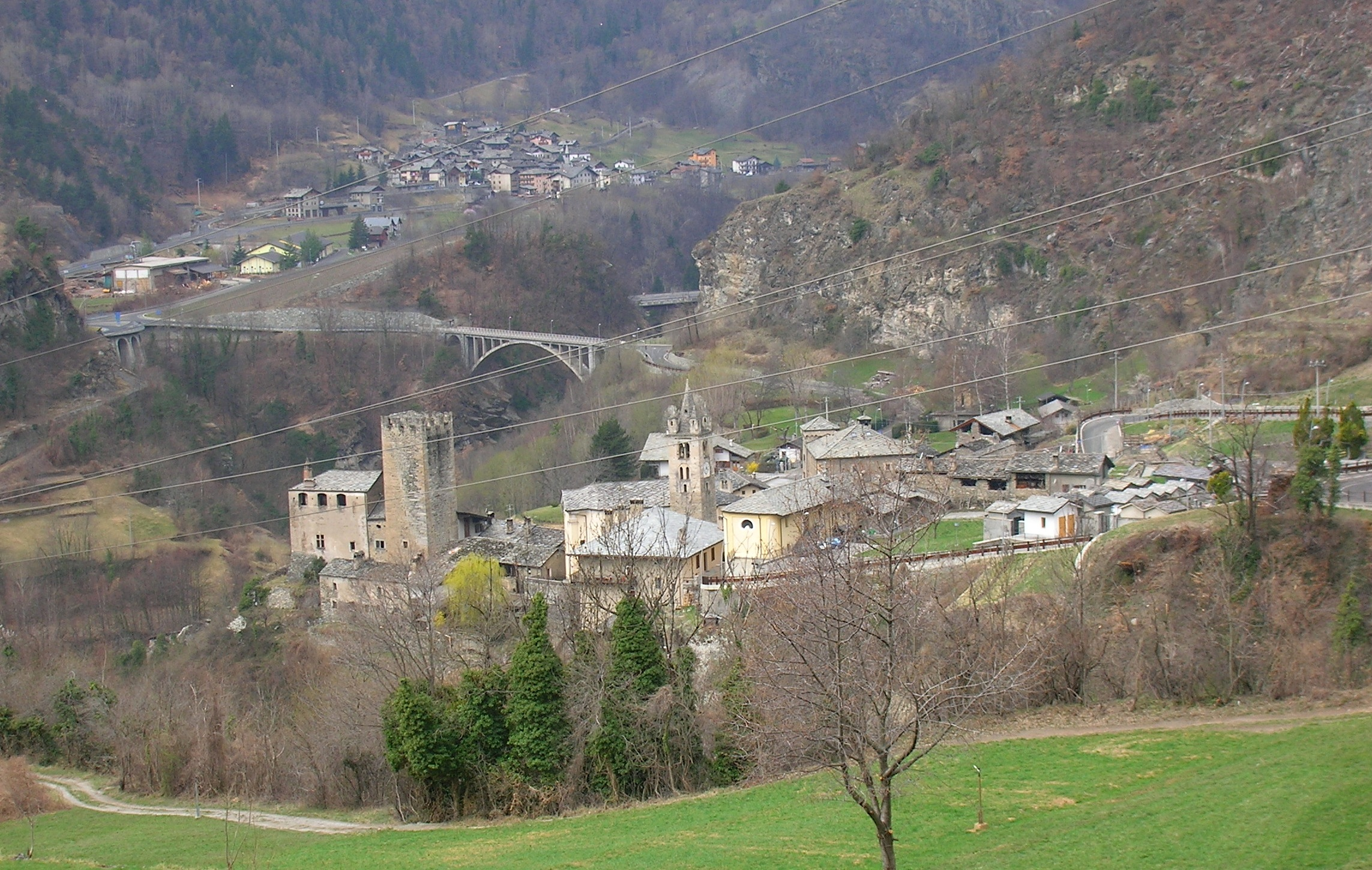
Vue du bourg d'Avise et du village de Runaz (sur l’autre rive de la Doire Baltée).
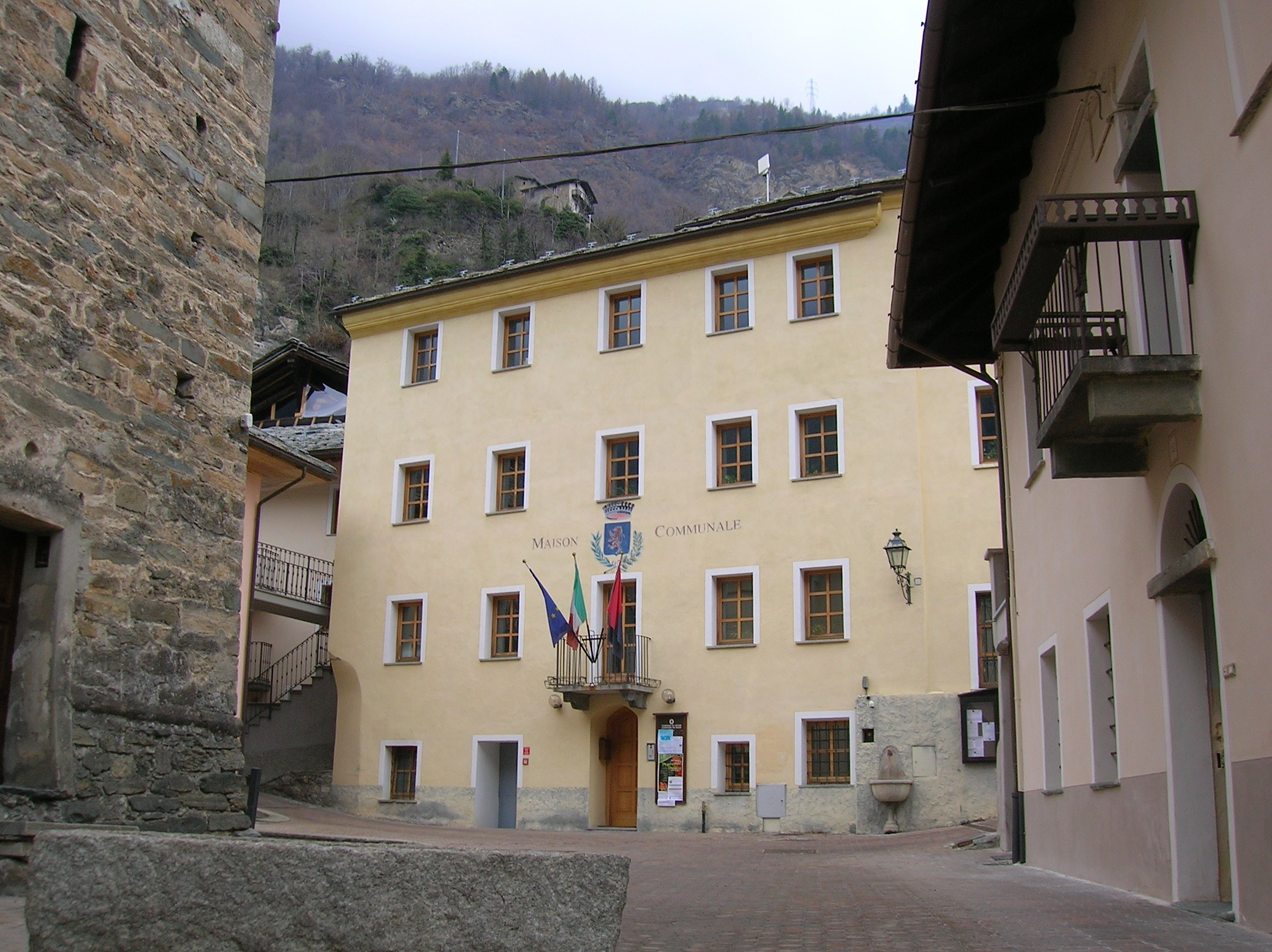
La maison communale.
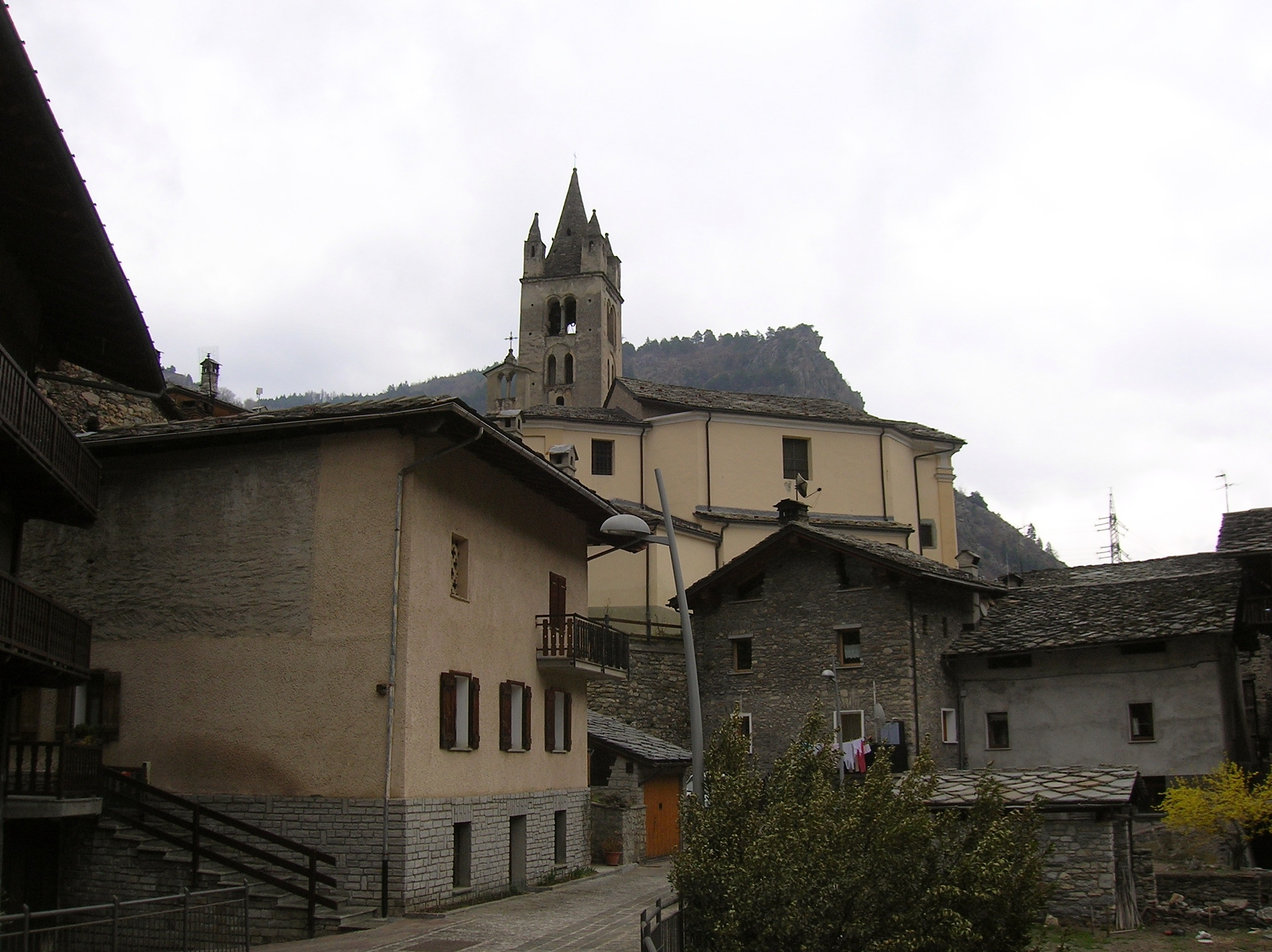
Le bourg.
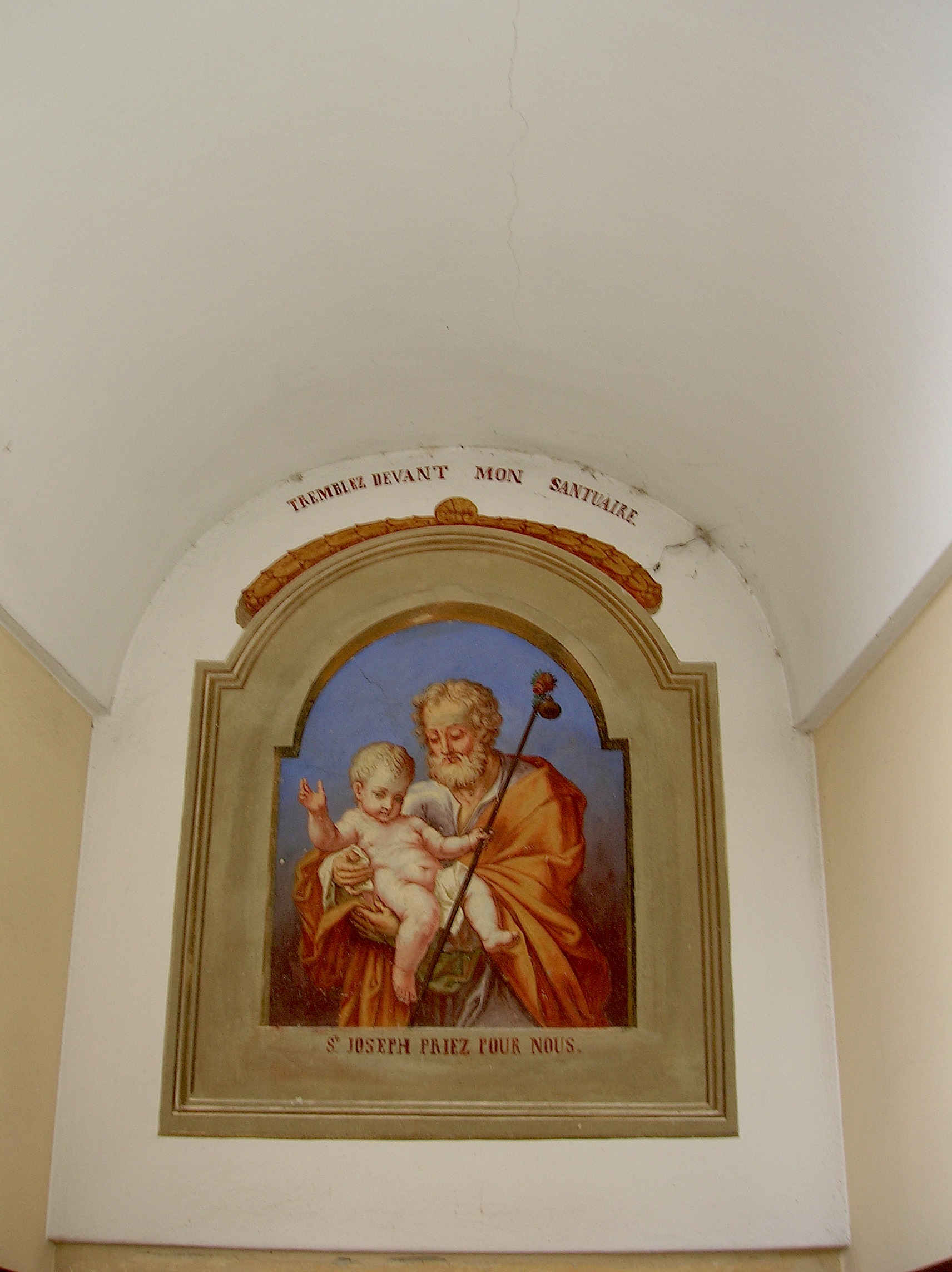
Une fresque dans l'église paroissiale Saint-Brice.
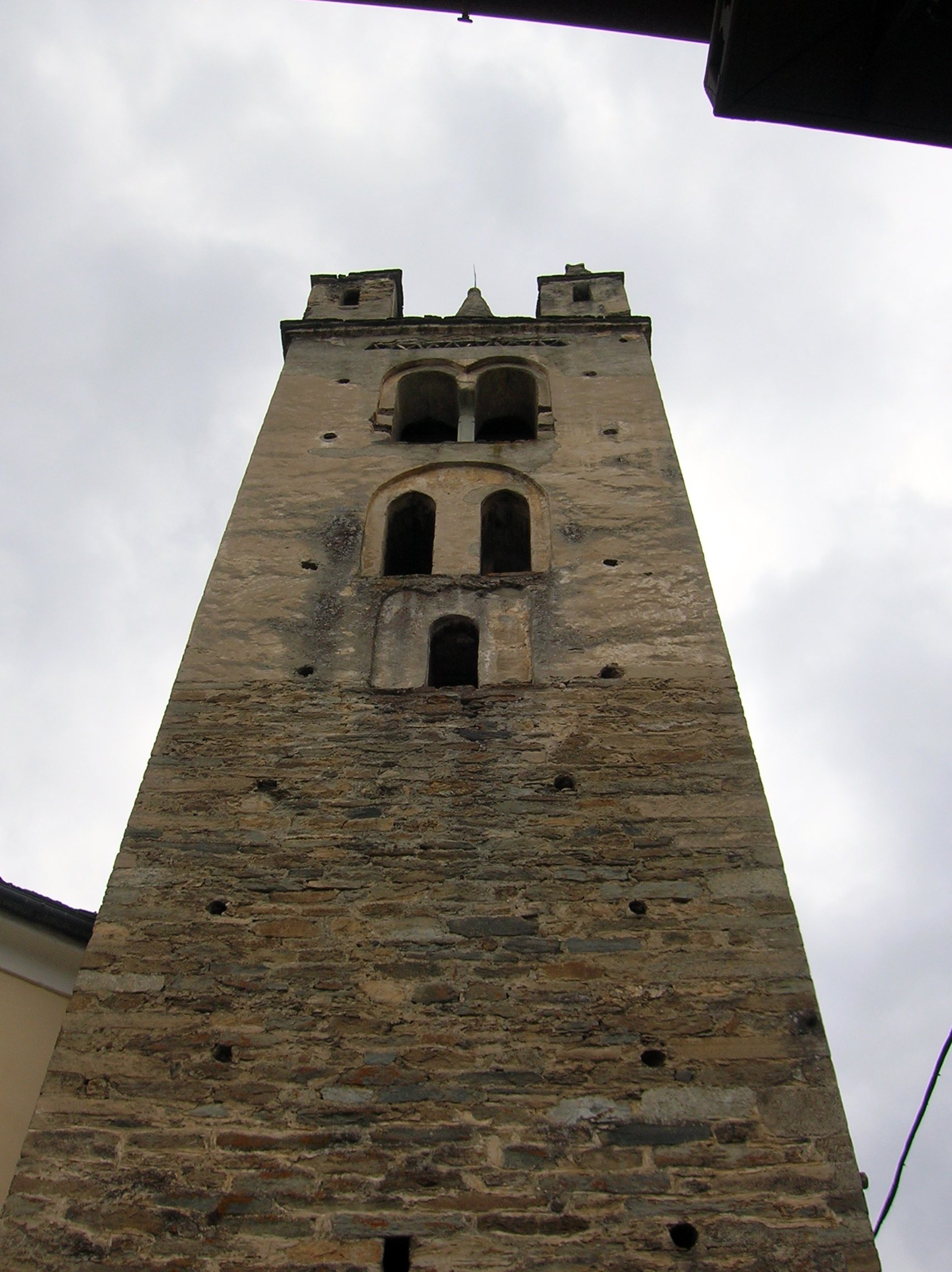
Le clocher de l'église paroissiale Saint-Brice.
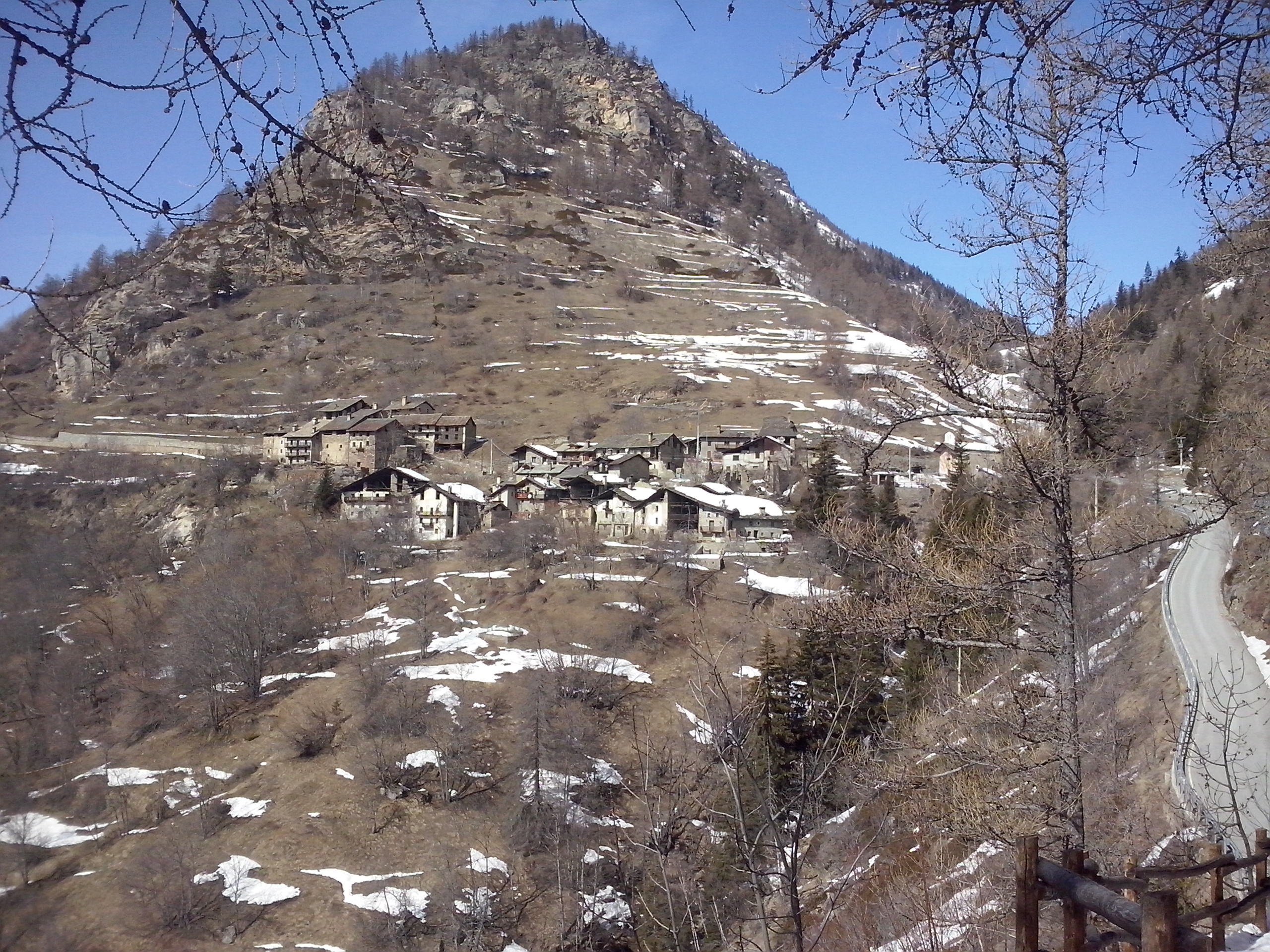
Le village de Vedun[8].

## Administration
| Période                                  | Période        | Identité         | Étiquette                    | Qualité  |
| ---------------------------------------- | -------------- | ---------------- | ---------------------------- | -------- |
| août 1988                                | mai 1995       | Robert Clusaz    | Union valdôtaine             | Syndic   |
| mai 1995                                 | mai 2005       | Maurice Vauthier | Union valdôtaine             | Syndic   |
| mai 2005                                 | septembre 2020 | Maria Lyabel     | Liste civique Pour Avise     | Syndique |
| septembre 2020                           | En cours       | Nadir Junod      | Liste civique Ensemble Avise | Syndic   |
| Les données manquantes sont à compléter. |                |                  |                              |          |

### Hameaux
Entre parenthèses figurent les toponymes en patois avisien des hameaux qui composent Avise :
- Vedun (Vedeun) au nord-ouest du chef-lieu[a] ;
- Coudray (Lo Coudrai), Thomasset (Lo Tomassé), Cerellaz (Héla) au nord-nord-ouest ;
- Charbonnière (Tsarboniéra) au nord-est ;
- Plan, Le Pré (Lo Prò), Le Cré (Lo Cri) à proximité au nord ou nord-est ;
- le chef-lieu, Avise (Oveuzo) ;
- Runaz (Runa) à l'ouest-sud-ouest ;
- La Clusaz (La Cllusa).

### Communes limitrophes
Arvier, La Salle, La Thuile, Saint-Nicolas, Saint-Pierre, Saint-Rhémy-en-Bosses.